# Szergény
Szergény é um município da Hungria, situado no condado de Vas. Tem 15,61 km² de área e sua população em 2015 foi estimada em 331 habitantes.